# بارني دالتون
بارني دالتون (بالإنجليزية: Barney Dalton)‏ هو لاعب دوري الرغبي أسترالي، ولد في 1891 في سيدني في أستراليا، وتوفي في 1929.